# Municipio de Washington (condado de Porter)
El municipio de Washington (en inglés: Washington Township) es un municipio ubicado en el condado de Porter en el estado estadounidense de Indiana. En el año 2010 tenía una población de 4785 habitantes y una densidad poblacional de 61,92 personas por km².

## Geografía
Según la Oficina del Censo de los Estados Unidos, tiene una superficie total de 77.27 km², de la cual 77.27 km² corresponden a tierra firme y (0%) 0 km² es agua.

## Demografía
Según el censo de 2010, había 4785 personas residiendo. La densidad de población era de 61,92 hab./km². De los 4785 habitantes, estaba compuesto por el 95.82% blancos, el 1.61% eran afroamericanos, el 0.15% eran amerindios, el 0.59% eran asiáticos, el 0.02% eran isleños del Pacífico, el 0.77% eran de otras razas y el 1.04% pertenecían a dos o más razas. Del total de la población el 5.29% eran hispanos o latinos de cualquier raza.